# Circuito callejero de Zúrich
El Circuito callejero de Zúrich es un circuito urbano ubicado en la ciudad de Zúrich. Fue creado para el Zúrich ePrix del Campeonato Mundial de Fórmula E.